# Franziska Dunkel
Franziska Dunkel (* 1962 in München) ist eine deutsche Historikerin, Museologin und Architektin.

## Leben
Franziska Dunkel studierte von 1981 bis 1987 Architektur an der Ludwig-Maximilian-Universität in München. Von 1989 bis 1995 studierte sie dort Germanistik und Geschichte und legte 1999 das Zweite Staatsexamen für das Lehramt an Gymnasien ab. Anschließend war sie Mitarbeiterin am Projekt der Deutschen Forschungsgemeinschaft zum Thema Wissenschaftliche Edition des Briefwechsels zwischen Ludwig I. von Bayern und Leo von Klenze. Außerdem arbeitete sie mit am Projekt Fremde in München vom Kulturreferat der Landeshauptstadt München.
Franziska Dunkel ist Mitarbeiterin im Haus der Geschichte Baden-Württemberg in Stuttgart und kuratierte dort unter anderem die Ausstellungen Vertrauensfragen (2018/2019) und  Amerivan Dreams (2023/2024).
Sie ist Mitglied im Verein Frauen & Geschichte Baden-Württemberg.

## Werke
- Franziska Dunkel und Paula Lutum-Lenger: Vertrauensfragen: Der Anfang der Demokratie im Südwesten 1918–1924. Katalog zur Großen Landesausstellung, Haus der Geschichte Baden-Württemberg, Stuttgart 2018, ISBN 978-3-933726-58-2.
- Christopher Dowe und Franziska Dunkel (Hrsg.): Auf nackter Haut: Leib, Wäsche, Träume, Ausstellung im Haus der Geschichte Baden-Württemberg, Stuttgart 2015, ISBN 978-3-933726-50-6.
- Franziska Dunkel und Corinna Schneider (Hrsg.): Frauen und Frieden? Zuschreibung – Kämpfe – Verhinderungen, Leverkusen-Opladen 2015, ISBN 978-3-8474-0246-6.
- Franziska Dunkel (Hrsg.): Fastnacht der Hölle: der Erste Weltkrieg und die Sinne, Ausstellung im Haus der Geschichte Baden-Württemberg, Stuttgart 2014, ISBN 978-3-933726-47-6.
- Franziska Dunkel (Hrsg.): Hohenasperg – ein deutsches Gefängnis: Zweigmuseum des Hauses der Geschichte Baden-Württemberg im Arsenalbau der Festung Hohenasperg, Stuttgart 2011, ISBN 978-3-933726-36-0.
- Franziska Dunkel: Weithin sichtbar wegschließen: Das Gefängnis auf dem Hohenasperg, Schwäbische Heimat 2011/2
- Sibylle Wieland, Anne-Barb Hertkorn und Franziska Dunkel (Hrsg.): Heinrich Wieland: Naturforscher, Nobelpreisträger und Willstätters Uhr, Weinheim 2008, ISBN 978-3-527-62226-9.
- Franziska Dunkel: Routes to Routes an Roots. Zur Musealisierung von Migrationsgeschichte, in: IMIS-Beiträge (Institut für Migrationsforschung und Interkulturelle Studien der Universität Osnabrück), Heft 33/2008, ISSN 0949-4723,  S. 33 – 60.
- Franziska Dunkel: Reparieren und Repräsentieren: die Bayerische Hofbauintendanz 1804–1886, München 2007, ISBN 978-3-406-10748-1.
- Franziska Dunkel (Hrsg.): König Ludwig I. von Bayern und Leo von Klenze, Symposium aus Anlass des 75. Geburtstags von Hubert Glaser, München 2006, ISBN 978-3-406-10669-9.
- Franziska Dunkel und Gabriella Stramaglia-Faggion: Zur Geschichte der Gastarbeiter in München: „für 50 Mark einen Italiener“, hg. vom Kulturreferat der Landeshauptstadt München, München 2000, ISBN 978-3-934036-11-6.